# Veenendaal-Veenendaal Classic 2021
Veenendaal-Veenendaal Classic 2021 skulle have været den 35. udgave af det hollandske cykelløb Veenendaal-Veenendaal Classic. Det skulle efter planen køres den 22. maj 2021 med start og mål i Veenendaal i provinsen Utrecht. Det blev aflyst på grund af coronaviruspandemien. Løbet var en del af UCI Europe Tour 2021. Den oprindelige 35. udgave blev i 2020 også aflyst på grund af coronaviruspandemien.